# وودیرادی (ناحیه وستی ناد اورلیتسی)
وودیرادی (به چکی: Voděrady) یک منطقهٔ مسکونی در جمهوری چک است که در ناحیه اوستی ناد اورلیتسی واقع شده‌است. وودیرادی ۷٫۷۹ کیلومتر مربع مساحت و ۳۳۳ نفر جمعیت دارد و ۳۸۰ متر بالاتر از سطح دریا واقع شده‌است.